# Torreblanca
|  | Per a altres significats, vegeu «Torreblanca (desambiguació)». |

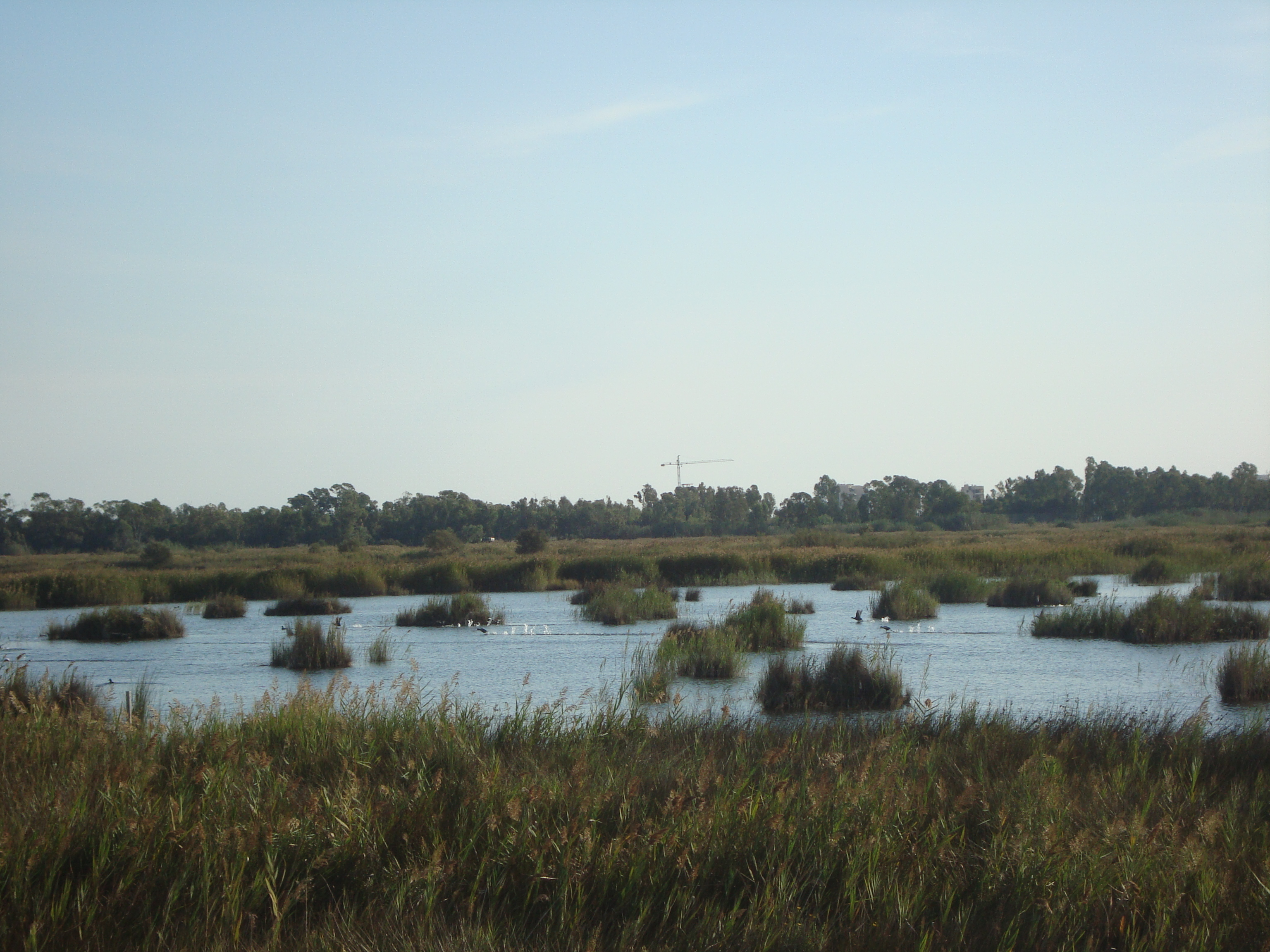
Els Clots, panoràmica del Parc Natural del Prat de Cabanes i Torreblanca

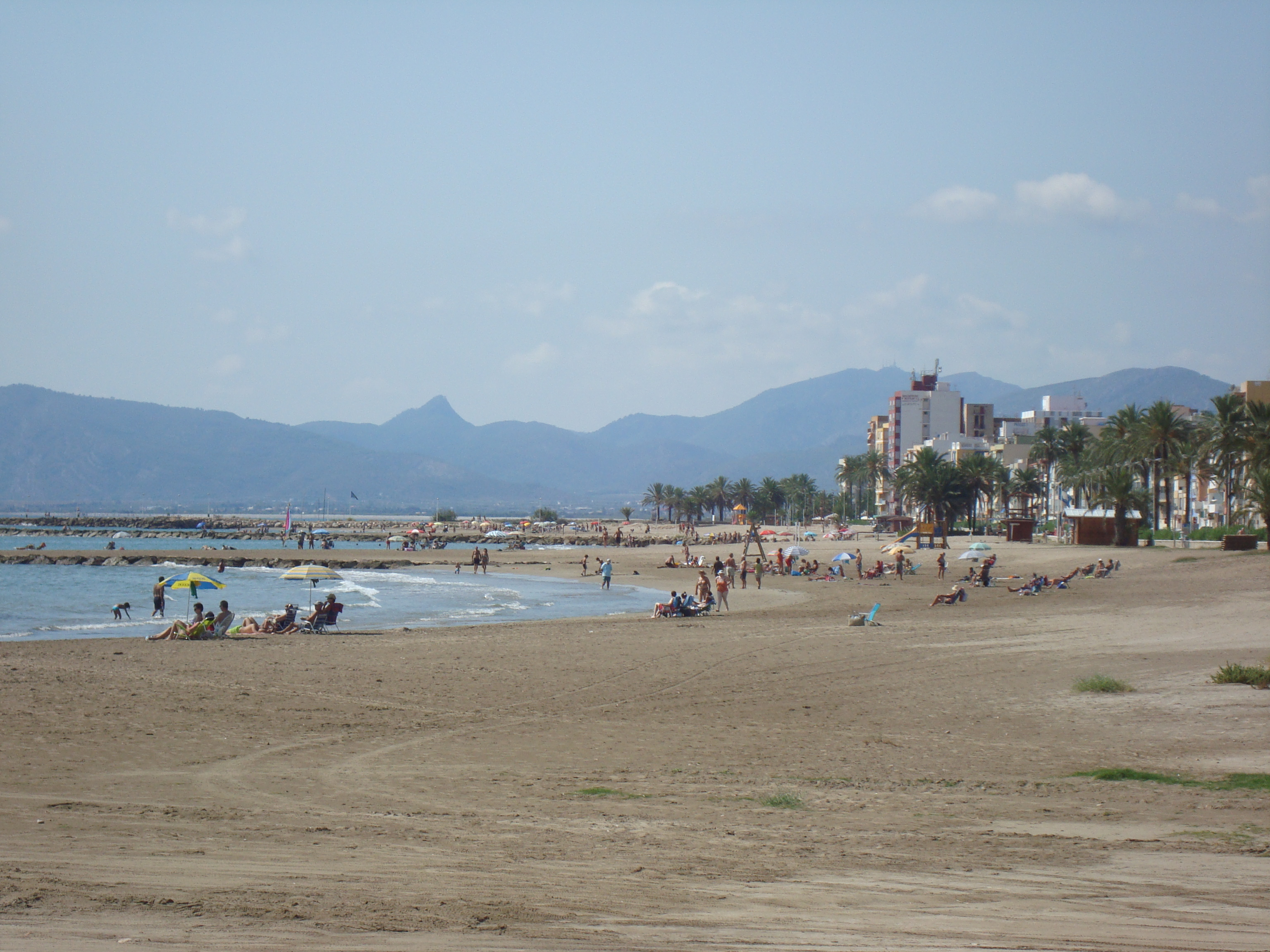
Platja Nord de Torreblanca

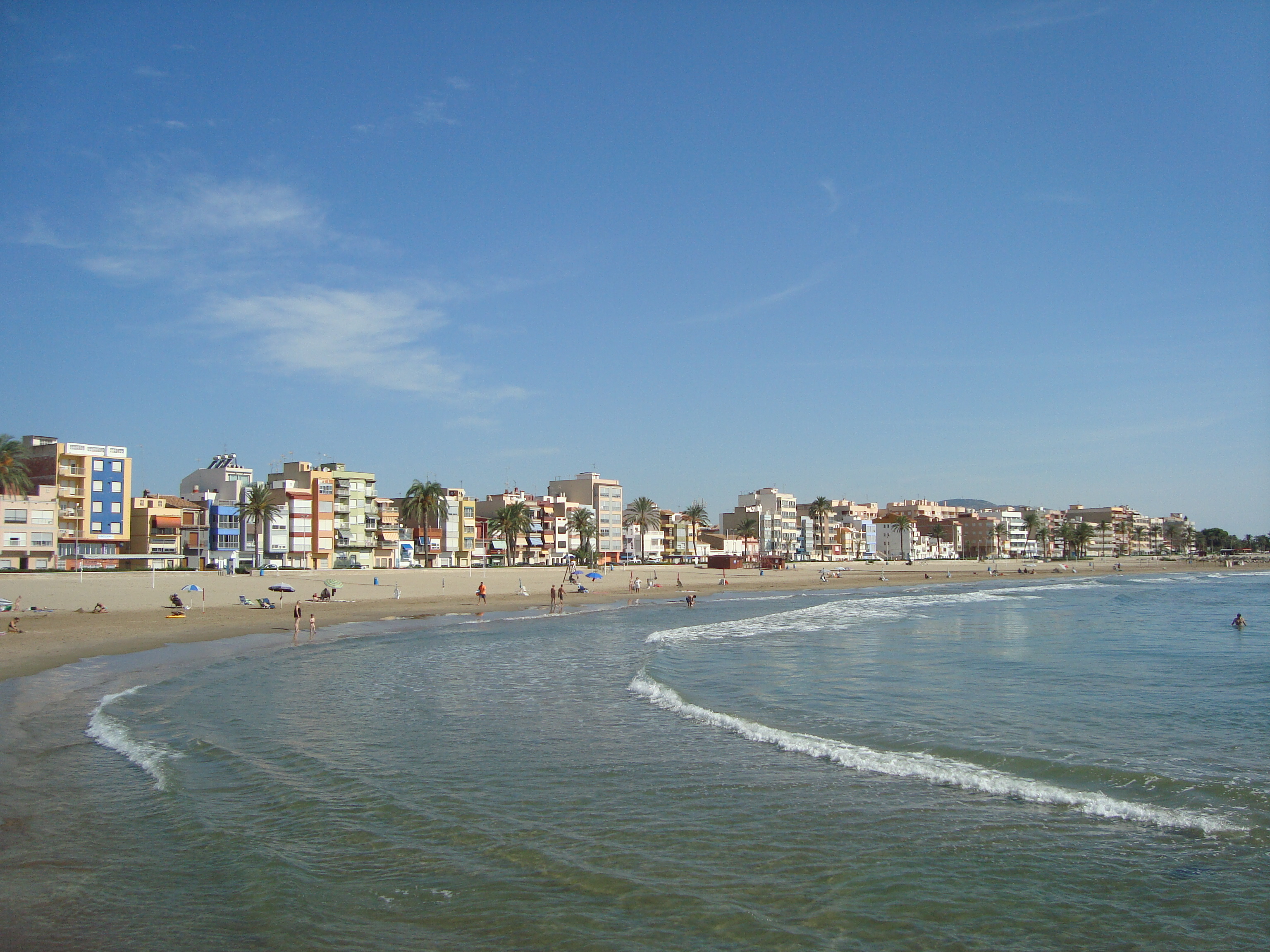
Platja de Torrenostra (Torreblanca)

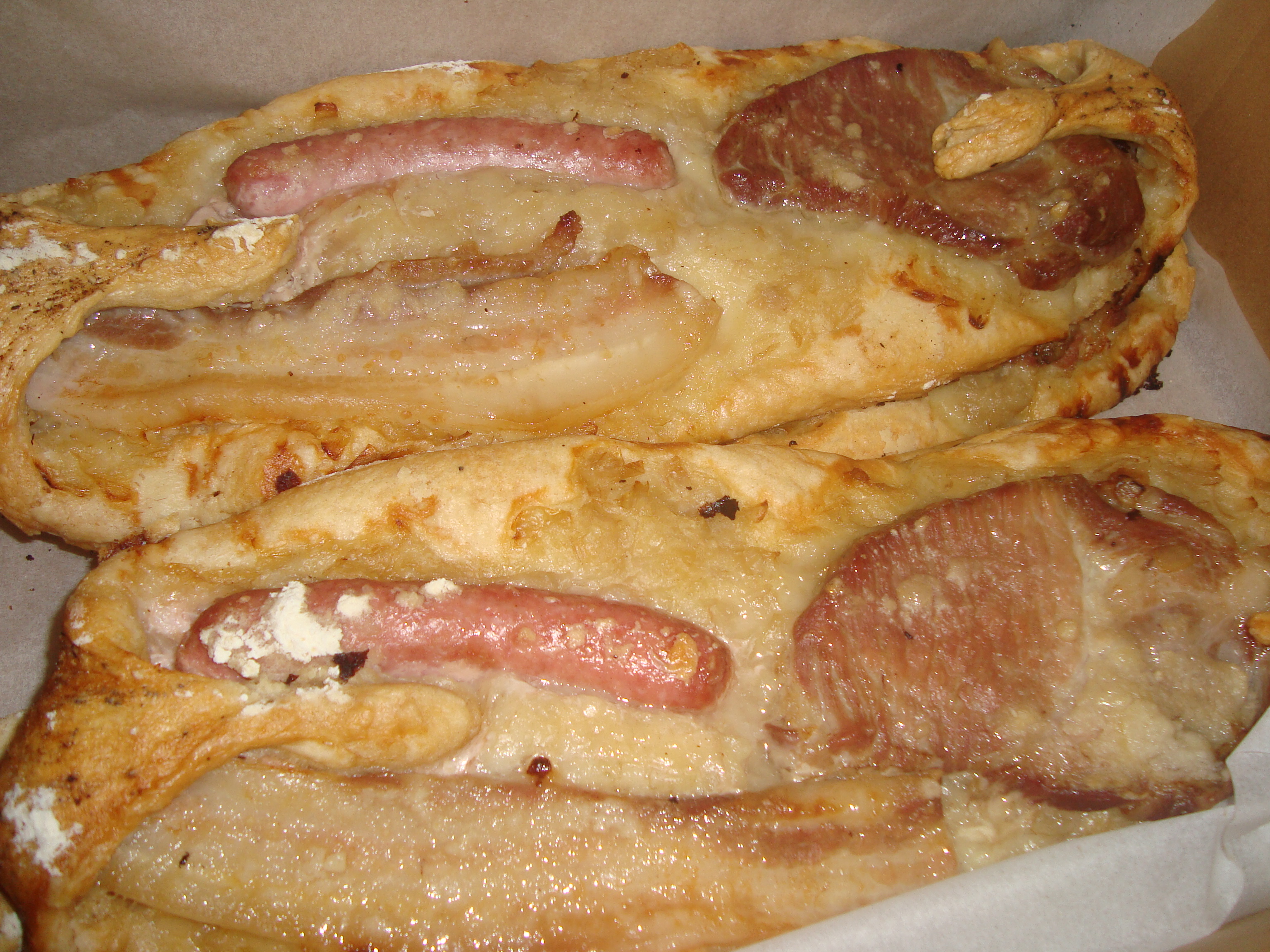
Cocs de magre, llonganisses i cansa-la

Torreblanca és un municipi del País Valencià situat a la comarca de la Plana Alta. Amb 6.115 habitants, la seua economia es fonamenta en el turisme i l'agricultura. Abans de l'explosió de la bombolla immobiliària, la construcció també aportava un bon grapat de recursos a l'economia local.
Hi ha diverses teories que expliquen l'origen del nom de Torreblanca. La més tradicional diu que prové de la Torre del Marqués o de Na Blanca, una descendent de la nissaga reial de Barcelona, a qui va pertànyer la torre. Segons eixa teoria, el topònim ve del nom "Torre de Na Blanca". Altres teories més recents defenen que el topònim ve de l'església-fortalesa de Sant Francesc, la qual, en temps pretèrits, era anomenada Torre Alba, i va donar nom al llogaret que es formà al seu voltant. També s'ha proposat que, en temps antics, el nom del lloc era Lupricatus.

## Geografia
Torreblanca es troba al sud de la Serra d'Irta, en plena Costa dels Tarongers. El seu clima mediterrani, l'aire de la mar, a l'hivern, li dona una temperatura molt agradable i la serralada costanera –la serra d'Albalat– que va de nord-est a sud-oest constituïx, a manera de teló, una pantalla que evita la penetració d'aires freds i la resguarda dels vents de tramuntana i ponent.
El poble ocupa un tossal xicotet i s'estén als seus peus, per la plana d'Orpesa-Torreblanca. A poca distància del municipi es troba el Prat de Cabanes-Torreblanca, envoltat per una zona de marjals, puix el prat ha sigut històricament aprofitat per al conreu de l'arròs i altres plantacions, ocupant en segles anteriors una extensió més gran, ara guanyada per la terra. Actualment, hi ha una explotació minera de torba al prat. A pocs quilòmetres al nord es troba el riu Sant Miquel o de les Coves i la seua desembocadura. El seu terme municipal fita amb els de Cabanes, Benlloc i Alcalà de Xivert.
Els principals nuclis urbans són l'anomenada Torreblanca, uns quants quilòmetres terra endins, i Torrenostra, el barri marítim de Torreblanca, molt habitat durant l'estiu pel seu reclam turístic. Localitat costanera, disposa de les platges de Torrenostra i Platja Nord.
El municipi compta amb accessos a l'autopista AP-7 (eixida 44), amb la N-340, amb la CV-145 (connexió amb Vilanova d'Alcolea), amb la CV-13 (accés a l'aeroport de Castelló) i amb estació de ferrocarril, amb servei de Mitjana Distància. Té també servei d'autobusos interurbans i un servei especial de busos entre Torreblanca i Torrenostra a l'estiu.

## Història
Cal destacar el descobriment, pel marqués de Villares, d'un grup de monedes romanes de bronze amb una cronologia del 69 al 192 dC. Va ser conquerida per Jaume el Conqueridor i repoblada per cristians.
L'any 1396 fou saquejada per pirates barbarescs, que, segons la tradició, furtaren una custòdia amb l'hòstia consagrada, per la qual cosa el gremi de blanquers de la ciutat de València organitzà una expedició a les ordres d'en Jaume de Pertusa que atacà Tedeliç, focus piràtics proper a l'Alger i aconseguí de recuperar-la, i l'any següent, Martí l'Humà també atacà Bona.
Durant les guerres carlines fou escenari de forts enfrontaments bèl·lics.

### Orígens
El 27 d'abril de 1225 Jaume I concedí a Ponç de Torrella, bisbe de Tortosa i al seu capítol els castells de Miravet i Zufera, amb tots els seus termes, masies, alqueries i esglésies. El castell de Miravet suposava un districte construït per la mateixa fortalesa i comprenia el castell veí d'Albalat, la vila de Cabanes i els llocs que amb el temps havien de ser Benlloch i Torreblanca. En eixa donació no apareix el nom de Torreblanca, la qual cosa fa suposar que encara no existia, però anomena com un dels límits la Torre de Luppricato, que per la referència, i seguint les localitzacions que indica, seria amb el temps l'actual Torreblanca.
Diversos historiadors han volgut localitzar la "Torre de Luppricato" i després d'interpretar els límits de la concessió de Miravet, situen la ubicació de la Torre en l'església-fortalesa de Sant Francesc: la grossor dels seus murs, les espitlleres arran del sòl actual, les que coronen l'edifici, la barbacana i la porta de dovelles, proven el seu primitiu caràcter defensiu i la seua antiguitat. Embeguda en el seu actual aspecte d'església, ocupant-ne el segon i tercer tram, allí està la torre fortalesa.
La pirateria va arribar a ser un mitjà de vida per a ambdues riberes del Mediterrani. Per tal d'evitar sorpreses, els cristians del regne de València van establir un servei de sentinelles amb llocs fixos en torres de guaita i correus d'avís. En el cas de Torreblanca, cal destacar la torre de Torrenostra i, pròxima a ella, la torre de Cap i Corp.

### Assalt dels pirates barbarescos
En 1397, a finals d'agost, va ocórrer un fet històric molt destacat per al poble, conegut com a saqueig de Torreblanca. Pirates barbarescos van assaltar, saquejar i furtar les cases de la població, emportant-se joies de l'església i l'hòstia consagrada amb la custòdia. En conéixer a València la notícia, el Consell del Regne va acordar en 1397 organitzar una armada per castigar la injúria i recuperar les Sagrades Formes; el portaveu de la gestió va ser el governador General del Regne, Ramon de Boïl, traslladant l'acord al rei Martí l'Humà a fi que afavorira l'empresa. Inclús el papa Benet XIII va promulgar la Butla per a la croada.

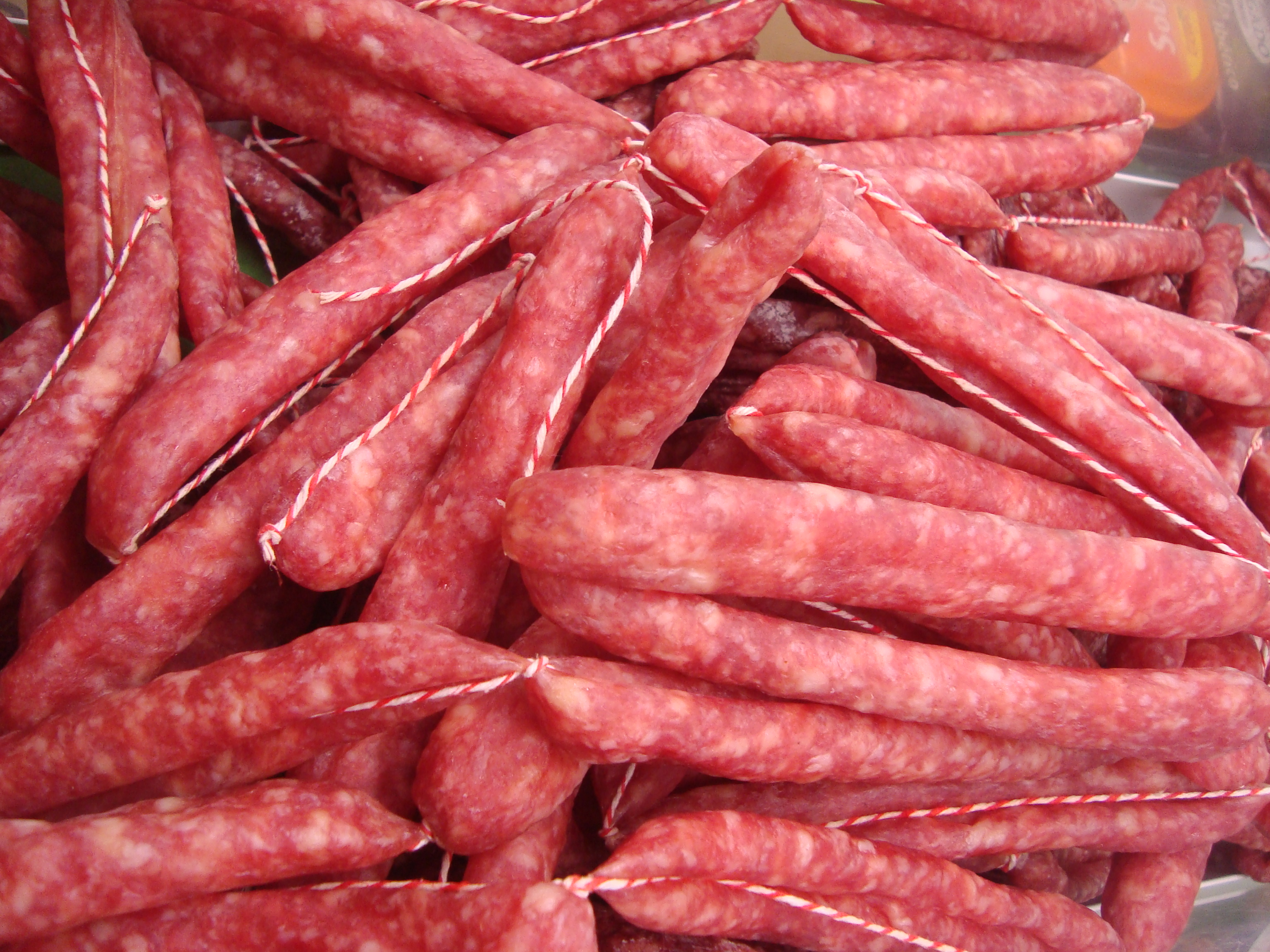
Llonganissa seca (Torreblanca)

La ciutat de València armaria sis galeres i quatre galiotes, al comandament d'una de les quals aniria el Justícia de València mossén Jaume de Pertusa, al mateix temps altres gremis com el d'assaonadors, armers, sabaters i tintorers armarien altres galiotes. Componien l'armada unes 70 embarcacions amb prop de 7.500 combatents, amb la missió de llavar l'afront del saqueig de Torreblanca i recuperar les hòsties de la seua església. Des de l'illa d'Eivissa l'armada es va dirigir a Tedeliç, a uns 110 km, a l'est d'Alger, niu de pirates de la costa barbaresca: era una ciutat xicoteta, d'unes 1.300 cases i tan ben murallada que era tinguda per plaça forta.
El 27 d'agost de 1398 es va arribar a la ciutat i després del desembarcament va ser presa del saqueig durant dos dies: incendi, destrucció, matança de més de mil musulmans i detenció de vora tres-cents presoners. El botí va ser quantiós si bé es van recuperar les sagrades formes i la custòdia. El mateix gremi d'assaonadors després d'esta croada va escriure en el seu estendard: "nosaltres la portem perquè l'hem guanyada", donant a entendre que van ser els del gremi els que van recuperar la custòdia i les seues formes.
El fet del sagnant combat de Tedeliç en els assalts del qual els cristians "van lluitar com a lleons" donaria peu a la llegenda local de l'aparició d'un lleó al mig de la batalla. Conta la tradició que com més aferrissada era la batalla, va baixar de la muntanya un lleó que va matar a qui tenia la Custòdia i la va lliurar al capità cristià. Esta llegenda formaria part de les creences populars locals i va ser representada en el segle xvii pel pintor Josep Orient en un gran llenç que es conserva a l'església del poble.

### Creixement de la vila
El 30 d'agost de 1576 el bisbe de Tortosa fra Juan Izquierdo atorgà carta de poblament a 38 famílies per a ocupar cases i cultivar terres, abandonades durant més d'un segle. El creixement de la vila al llarg del segle xvii va ser constant, passant de 46 a 87 famílies i el consell té ja prou personalitat per a litigar amb Cabanes per les llenyes i la caça en el Prat, al mateix temps que sosté plets pels seus drets d'herbatge i pesca amb Na Blanca de Cardona, aconseguint fitar els seus terrenys.
En el segle xviii es va construir l'església parroquial de Sant Bartomeu, permetent-se contractar pintors com Joaquim Oliet, es va edificar la casa de la Vila, es va obrir un nou pou públic, entre altres obres com la construcció de cases de carreu i l'Ermita del Calvari.
En 1837 fou escenari de la coneguda com a batalla de Torreblanca en el marc de les guerres carlines, que va acabar amb victòria dels carlins de Ramon Cabrera i Grinyó sobre els liberals de Emilio Borso di Carminati, sent ferit el primer i el segon dimitint del comandament de la brigada auxiliar. En 1896 Torreblanca va sol·licitar de Madrid un embarcador per a la seua platja, i poc després fou una de les poques poblacions que s'adherí a la creació d'un sindicat per a defendre la producció tarongera.
Formà part de la comissió d'alcaldes que per primera vegada demanaren el Canal de l'Ebre. En 1935 sol·licità una carretera turística entre Peníscola i Orpesa, passant per la platja de Torrenostra, així com la construcció d'un port pesquer, atés que pescaven fins a 120 barques d'arrossegament i tremall subhastant a la seua "llotgeta" el peix que enviaven a Barcelona. Posteriorment, part de la gent de mar va emigrar a Peníscola o al Grau de Castelló, de manera que Torrenostra es va anar despoblant i només l'empenta de la Vila la va fer renàixer a partir de la dècada dels 60, ressorgint la platja com a nucli turístic.

## Política i govern

### Composició de la Corporació Municipal
El Ple de l'Ajuntament està format per 13 regidors. En les eleccions municipals de 26 de maig de 2019 foren elegits 4 regidors del Partit Socialista del País Valencià (PSPV-PSOE), 3 del Partit Popular (PP), 3 de Compromís per Torreblanca (Compromís), 2 de Ciutadans - Partit de la Ciutadania (Cs) i 1 de Torreblanca Decide (TD).
| Eleccions municipals de 26 de maig de 2019 - Torreblanca |                                          |                                     |                                     |        |          |          |
| Candidatura | Candidatura                              | Candidatura                         | Cap de llista                       | Vots   | Vots     | Regidors |
| | Partit Socialista del País Valencià-PSOE |                                     | María Josefa Tena Martínez          | 761    | 24,46%   | 4 ()     |
| | Partit Popular                           |                                     | María Ferrando Checa                | 738    | 25,66%   | 3 (-2)   |
| | Compromís per Torreblanca                |                                     | Míriam Pañella Belles               | 573    | 19,92%   | 3 (+1)   |
| | Ciutadans - Partit de la Ciutadania      |                                     | José Luis Fabregat Folch            | 451    | 15,68%   | 2 ()     |
| | Torreblanca Decide                       |                                     | Rosa Ana Villanueva Segarra         | 231    | 8,03%    | 1 (+1)   |
| | Altres candidatures                      |                                     |                                     | 92     | 3,20%    | 0        |
| | Vots en blanc                            |                                     |                                     | 30     | 1,04%    |          |
| Total vots vàlids i regidors | Total vots vàlids i regidors             | Total vots vàlids i regidors        | Total vots vàlids i regidors        | 2.876  | 100 %    | 13       |
| | Vots nuls                                | Vots nuls                           | Vots nuls                           | 65     | 2,21%    |          |
| Participació (vots vàlids més nuls) | Participació (vots vàlids més nuls)      | Participació (vots vàlids més nuls) | Participació (vots vàlids més nuls) | 2.941  | 77,35%** |          |
| Abstenció | Abstenció                                | Abstenció                           | Abstenció                           | 861*   | 22,65%** |          |
| Total cens electoral | Total cens electoral                     | Total cens electoral                | Total cens electoral                | 3.805* | 100 %**  |          |
| Alcaldessa: María Josefa Tena Martínez (PSPV) (15/06/2019) Per ser la llista més votada, després de no haver obtingut majoria absoluta dels regidors (5 vots: 4 de PSPV i 1 de TD) |                                          |                                     |                                     |        |          |          |
| Fonts: JEC, JEZ Castelló, M. Interior, Periòdic Ara. (* No són vots sinó electors. ** Percentatge respecte del cens electoral.)                                                    |                                          |                                     |                                     |        |          |          |

### Alcaldes
Des de 2023 l'alcaldessa de Torreblanca és Tania Agut Mas del Partit Popular.
| Període                       | Alcalde o alcaldessa                                  | Partit polític | Data de possessió     | Observacions        |
| ----------------------------- | ----------------------------------------------------- | -------------- | --------------------- | ------------------- |
| 1979–1983                     | Bartolomé Chaler Zaragoza                             | UCD            | 19/04/1979            | --                  |
| 1983–1987                     | Bartolomé Chaler Zaragoza                             | CIT            | 28/05/1983            | --                  |
| 1987–1991                     | Bartolomé Chaler Zaragoza                             | CIT            | 30/06/1987            | --                  |
| 1991–1995                     | Bartolomé Chaler Zaragoza Juan Manuel Peraire Persiva | CIT            | 15/06/1991 12/08/1992 | ??                  |
| 1995–1999                     | Josep Maria Pañella i Alcácer                         | UPV-BLOC       | 17/06/1995            | --                  |
| 1999–2003                     | José Luis Fabregat Folch                              | PP             | 03/07/1999            | --                  |
| 2003–2007                     | Josep Manuel Rubert Ferrer Manuel Agut Escoí          | BLOC PSPV-PSOE | 14/06/2003 31/01/2004 | Moció de censura -- |
| 2007–2011                     | Juan Manuel Peraire Persiva                           | PP             | 16/06/2007            | --                  |
| 2011–2015                     | Juan Manuel Peraire Persiva                           | PP             | 11/06/2011            | --                  |
| 2015–2019                     | Josefa Tena Martínez                                  | PSPV-PSOE      | 13/06/2015            | --                  |
| 2019-2023                     | Josefa Tena Martínez                                  | PSPV-PSOE      | 15/06/2019            | --                  |
| Des de 2023                   | n/d                                                   | n/d            | 17/06/2023            | --                  |
| Fonts: Generalitat Valenciana |                                                       |                |                       |                     |

## Economia

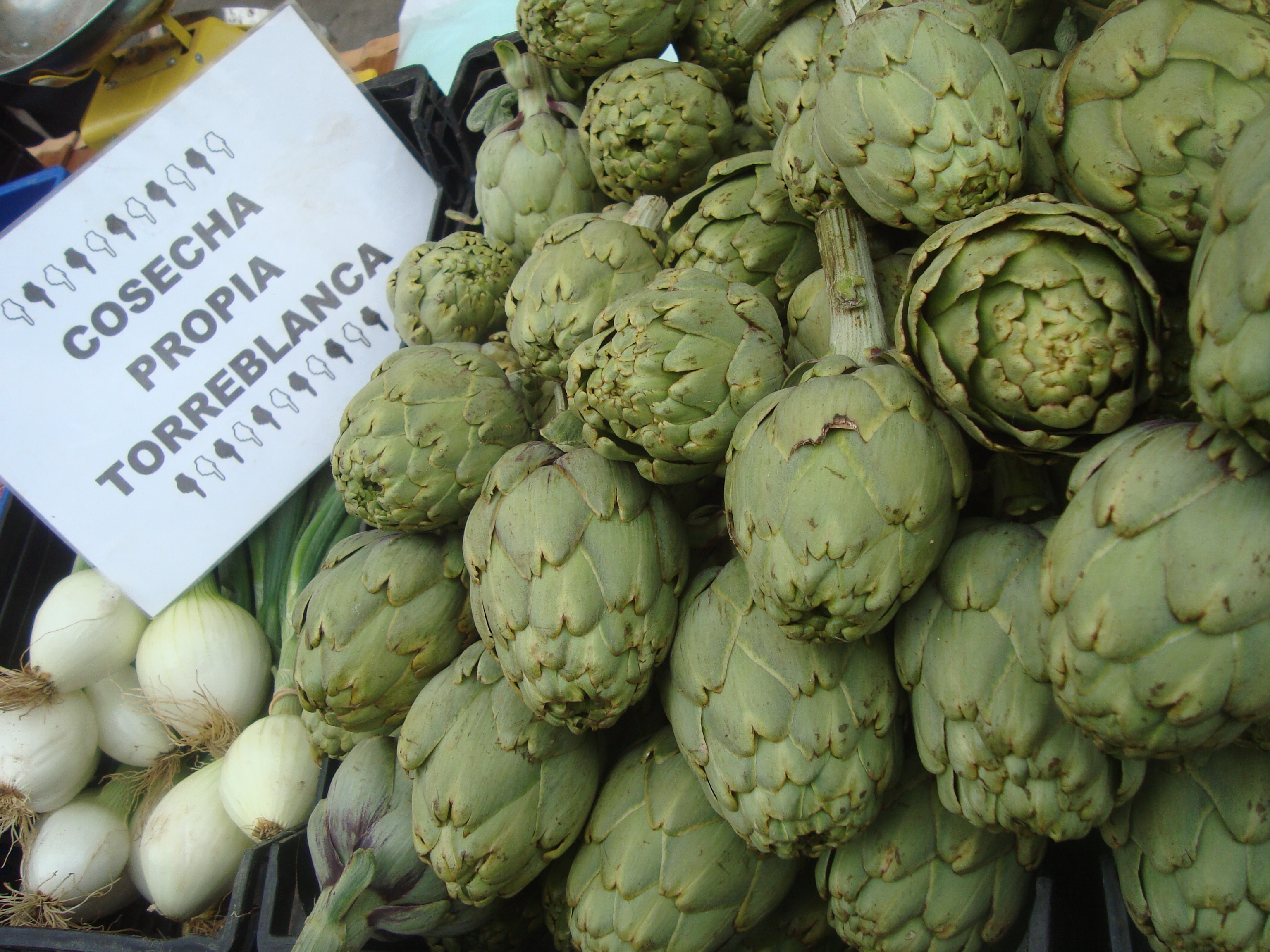
Verdures de Torreblanca

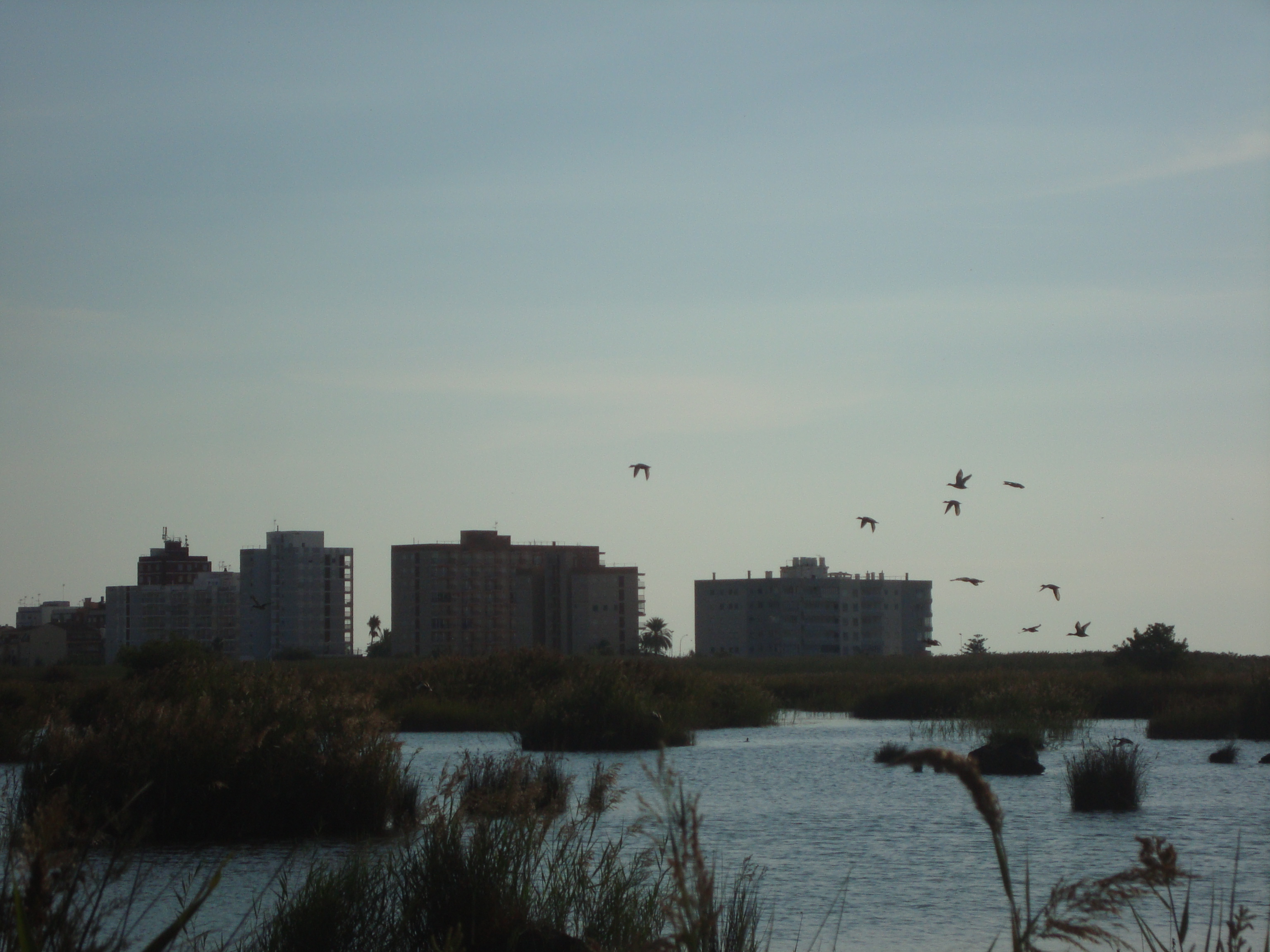
Paratge Natural Prat de Torreblanca

L'economia de Torreblanca s'ha basat tradicionalment en l'agricultura, on predomina el cultiu dels cítrics i verdures, i la consegüent indústria de manipulació d'eixos productes. Existixen també fàbriques de mobles i algunes granges. En l'actualitat s'ha desenvolupat de manera important el sector turístic en la platja de Torrenostra, tot i que la crisi de la construcció a partir del 2007 va alentir de manera important l'economia local i el sector servicis.

## Demografia
| 2001  | 2002  | 2003  | 2004  | 2005  | 2006  | 2007  | 2008  | 2009  | 2010  | 2011  | 2012  | 2013  | 2014  | 2015  | 2016  | 2017  | 2018  | 2019  | 2020  | 2021  | 2022  | 2023  | 2024  |
| 4.834 | 5.050 | 5.238 | 5.430 | 5.656 | 5.884 | 5.885 | 6.192 | 6.115 | 5.767 | 5.718 | 5.737 | 5.726 | 5.520 | 5.413 | 5.398 | 5.419 | 5.461 | 5.528 | 5.574 | 5.606 | 5.682 | 5.630 | 5.674 |

## Educació
Pel que fa als serveis educatius públics, Torreblanca compta amb col·legi d'educació primària, escola infantil, ludoteca i jardí d'infància, l'institut d'educació secundària El Prat (ESO i Batxillerat), centre de formació de persones adultes i centre ocupacional per a discapacitats. Així mateix, el municipi disposa d'una agència de lectura municipal i d'un auditori.

## Llocs d'interés

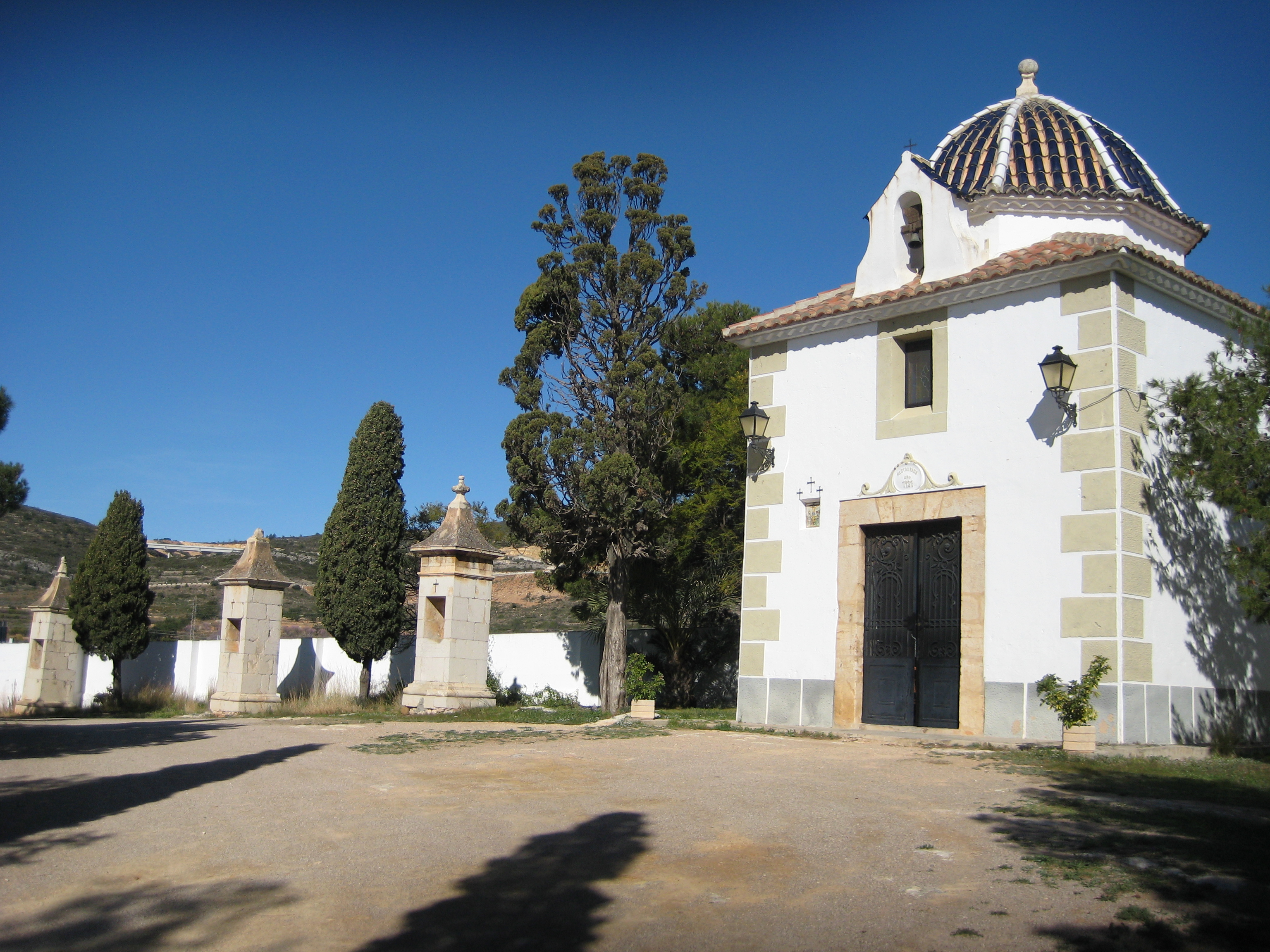
Ermita del Santíssim Crist i una part del calvari

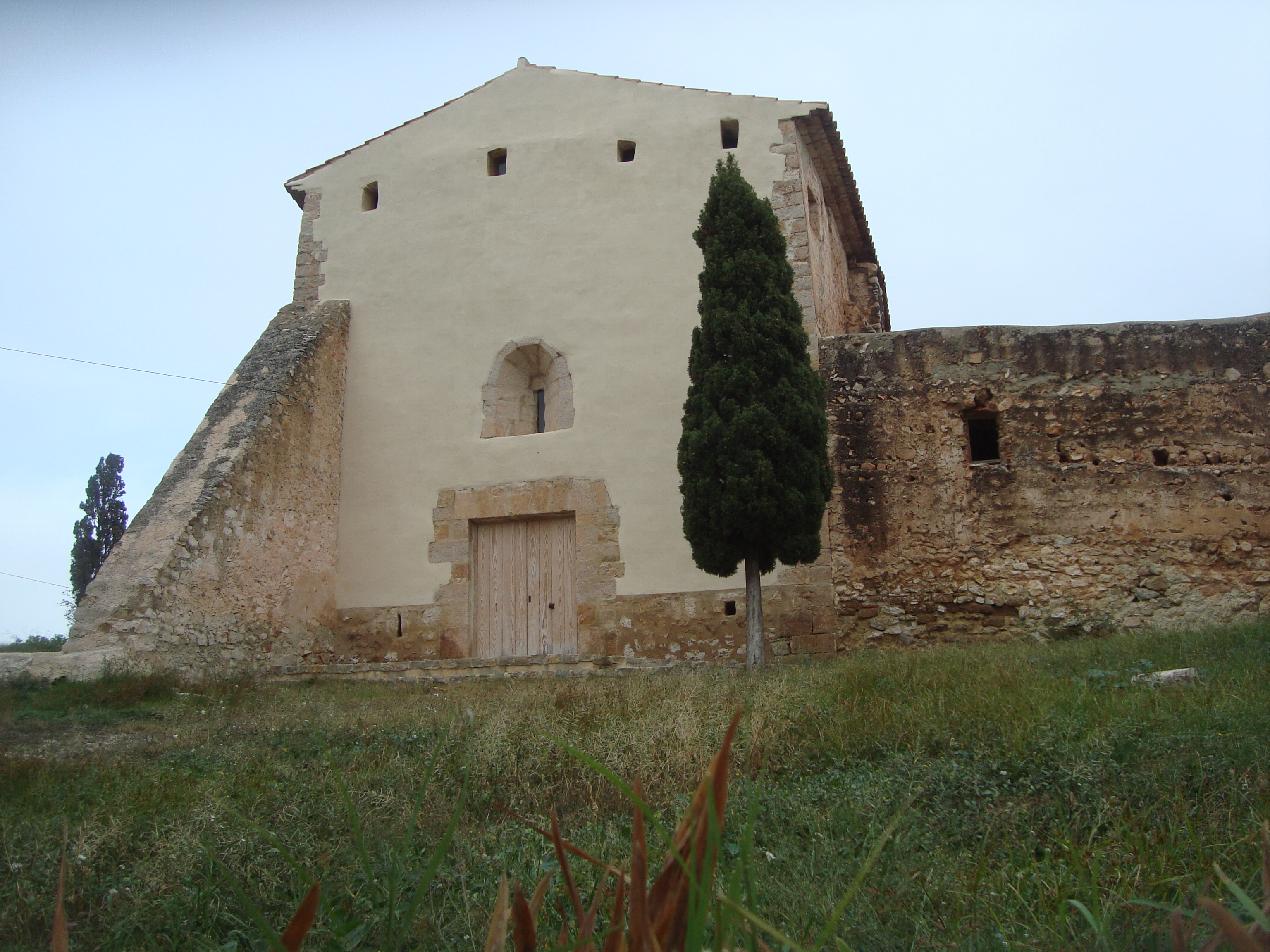
Església medieval de Sant Francesc

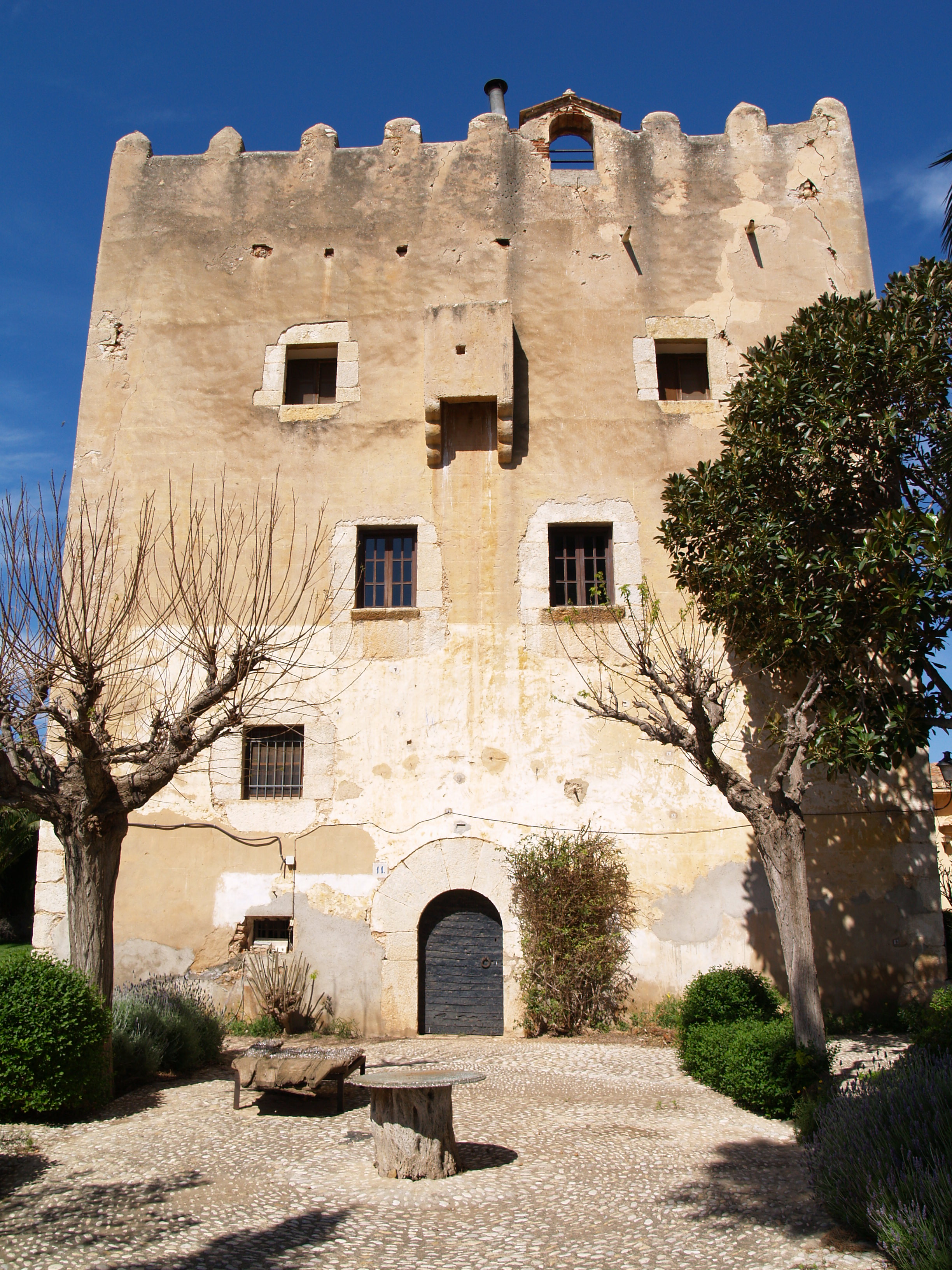
Torre del Marqués o de Na Blanca

- Prat de Cabanes-Torreblanca. Declarat Parc Natural el 1989. És una zona de marjal, separada del mar per una estreta franja de terra. En ell es troben diferents espècies protegides destacant el samaruc.
- El Calvari. Situat a l'oest de la població, és dels més interessants del nord valencià, i es conserva amb poques modidicacions des de la seua construcció en el sigle XVIII. La capella és senzilla, de planta quadrada amb cúpula, construïda de maçoneria. Les estacions del Via Crucis són edicles fets de carreus amb una xicoteta capella on es col·loca un quadre ceràmic.
- Església-fortalesa de Sant Francesc. En el recinte del Calvari es troba la primitiva església de la població, que tingué funcions de fortalesa. Del segle xiv, és d'una sola nau rectangular amb arcs diafragmàtics carregats sobre pilastres, i la volta és de creueria amb tercelets i lligadures.
- Església de Sant Bartomeu. Dissenyada per Joan Barceló en el segle xviii. El temple consta de tres naus, amb quatre trams i capelles laterals. Té creuer amb cúpula sobre tambor. El temple conserva valuoses obres com El Salvador, de Josep Ferrer, escenes de la vida de Sant Bartomeu, del morellà Joaquim Oliet, en la cúpula i, un llenç de Josep Orient del segle xvii sobre l'assalt dels pirates barbarescs de 1397.
- Torre del Marqués o de Na Blanca. Es tracta d'una gran torre de planta quadrada i quatre plantes. Posseïx una caseta redona en el seu cantó nord-oest i un matacà sobre la porta d'entrada, a l'altura del tercer pis. La porta és d'arc de pedra de mig punt i sobre la façana es troben també quatre finestres rectangulars recercades en pedra. En la façana oposada també s'aprecia l'existència de diverses finestres de la mateixa proporció. La torre posseïx merlets en les quatre façanes. És de maçoneria, oculta sota un enlluït. Destaca en la torre la interessant mostra de forja de ferro.[12]
- Torre Nostra o Torre Nova. A l'origen va ser una torre aïllada. Des de 1875 van arribar les primeres famílies i van edificar les primeres cases prenent l'alineació de la torre, enfront del mar. Avui es troba envoltada d'apartaments. És de planta quadrada de 8,70 metres de costat i 9 metres d'altura. Posseïx murs d'un metre de gruix de maçoneria amb morter de calç amb carreus en els cantons i buits. La pedra emprada és calcària i arenisca. Les pedres arenisques constituïxen part dels cantons (cada tres filades), així com els carreus de la cornisa. La resta dels cantons ho forma pedra calcària. Posseïa matacans cilíndrics en els quatre cantons i altre sobre la porta d'entrada. Té quatre plantes, planta baixa dues plantes superiors i coberta. En l'interior disposava d'escala de caragol, situada en l'extrem oest. La porta oberta cap a Orpesa, avui tapiada per una construcció adossada, era de fusta, cuirassada amb planxes de ferro.

## Festes i celebracions

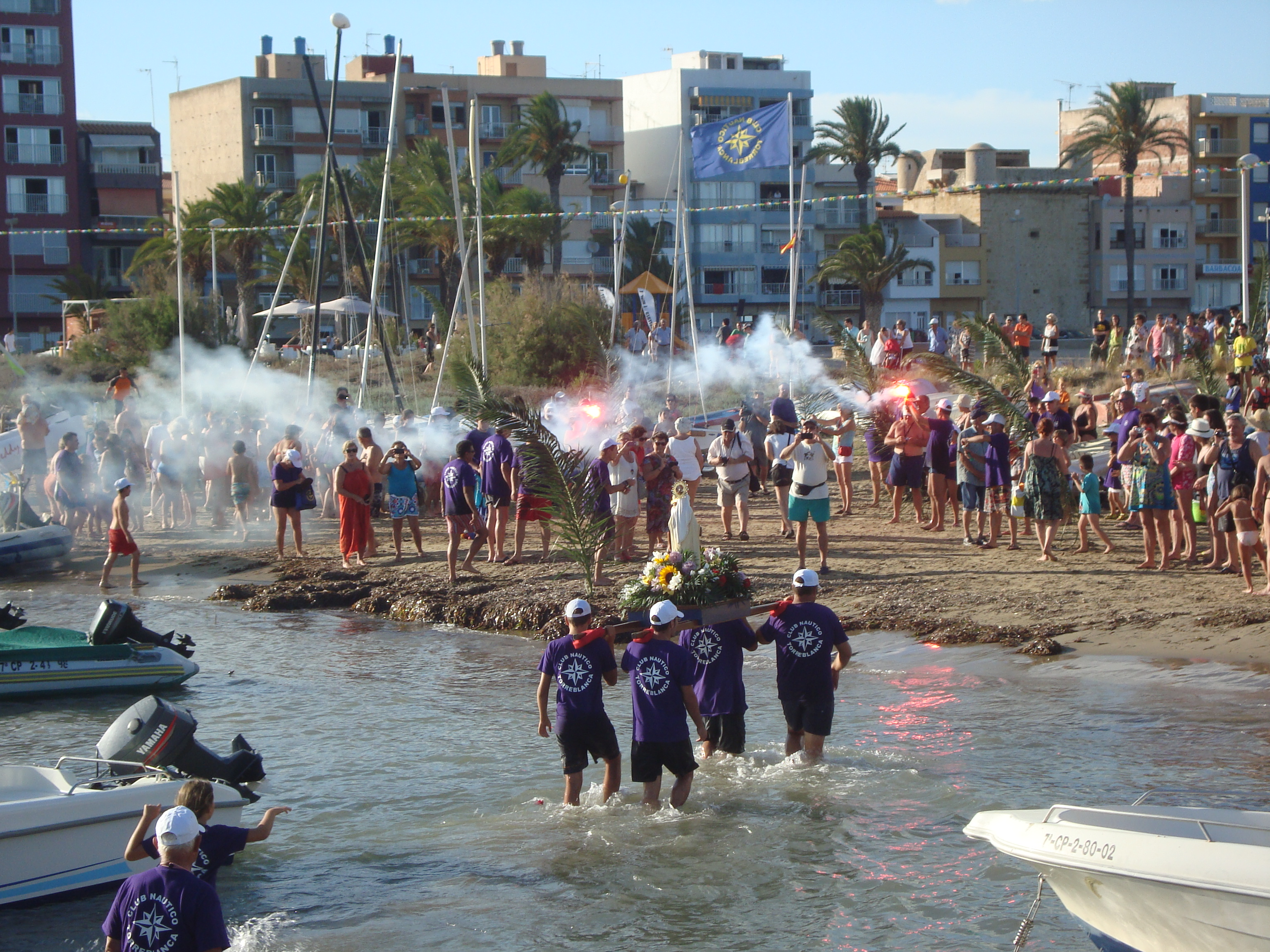
Romeria marinera de la Mare de Déu del Carme, Torrenostra (Torreblanca)

- Festes de Sant Antoni Abad i Santa Llúcia. Celebra el dia 17 i 18 de gener. La vespra a la nit es fa el lliurament de la "Coqueta" típica pasta de les Festes. Durant quatre o cinc dies se celebra exhibició de bestiar boví al matí i tarda, i "bou embolat" per les nits. És típica la degustació dels "Pastissets de Sant Antoni". Se celebren també les tradicionals curses de joies.[13]
- Carnestoltes. Amb judici al rei "Carnestoltes", cercaviles, Cremà del Ninot i gran ball de disfresses incloent premis espectaculars a les millors disfresses. Està precedit per l'enfarinà, on els joves es llancen farina pels carrers.
- La Passió de Torreblanca. Estrenada el 12 d'abril de 1979, es tracta de'una representació teatral popular dels moments finals de la vida de Jesús de Natzaret. Se celebra en única representació el Dijous Sant, a les deu de la nit, en diversos escenaris naturals a l'aire lliure. Els diàlegs són íntegrament en valencià. La Passió de Torreblanca consta de dèsset escenes i la seua durada aproximada és de dues hores. La major part d'eixe temps, llevat del Via Crucis i els quadres finals del Calvari, transcorre en l'ampli recinte de la plaça Major del poble.

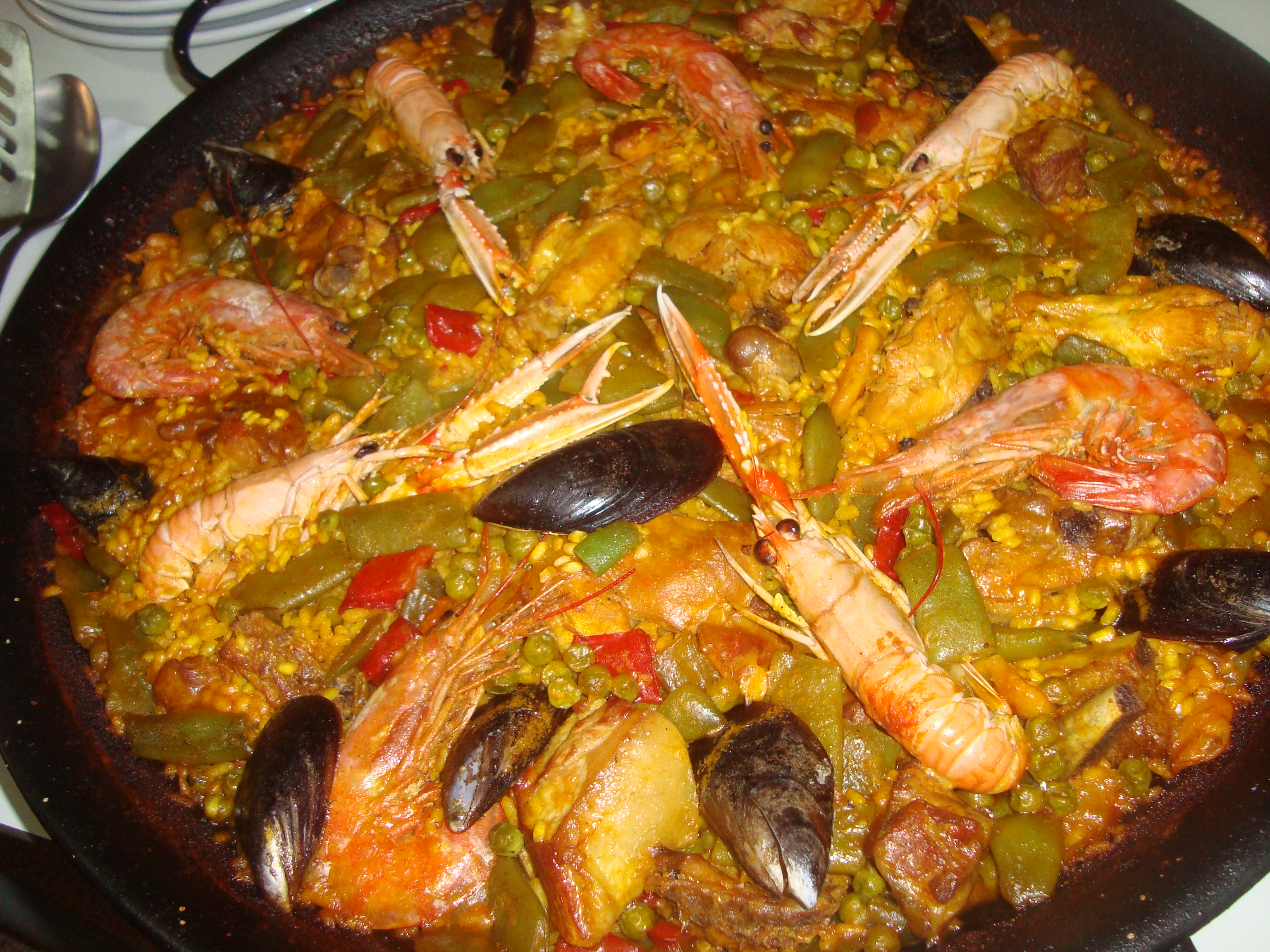
Paella Valenciana, gastronomía de Torreblanca

- Paella Valenciana, gastronomía de TorreblancaFesta de la Joventut. Se celebra a finals de maig. Se celebra la festa de la joventut amb sopar de pa i porta, xarangues i revetlla.
- Nit de Sant Joan. Celebració del solstici d'estiu amb fogueres a la platja i ball i revetlla.
- Baixà en Carro. Baixada en carros i carretes des de Torreblanca a Torrenostra per celebrar l'inici de la temporada estival, celebrant un dinar de germanor i fester amb xarangues en el Passeig de Torrenostra.
- Mare de Déu del Carme. Torrenostra, com poble pesquer, celebra la festivitat en honor de la patrona dels pescadors el 16 de juliol amb una missa en la platja, una passejada marítima de la verge, festejos taurins, correfoc i revetlles.
- Festes patronals. A la fi d'agost celebra Torreblanca les seues festes Majors en honor de Sant Bertomeu, el seu Patró, i al Santíssim Sagrament del Calvari, alternant-se els actes religiosos, correfocs, revetlles i els populars amb festejos taurins dels quals forma part la seua típica "Entrà" i "Eixida", jonegades, exhibicions de bestiar boví i "Bou Embolat". Destaca el Dia de les Paelles i el Ball de Disfresses.

## Fills cèlebres
- Francesc Climent dit Sapera (Torreblanca, 1349 - Barcelona, 1430), religiós que va ocupar els càrrecs eclesiàstics de bisbe de Barcelona, de Mallorca i de Tortosa, arquebisbe de Saragossa i Patriarca de Jerusalem.
- Amadeu Fabregat i Manyes (Torreblanca, 1948), escriptor i periodista, director general de RTVV entre 1995 i 1997.
- Aureli Puig Escoi (les Coves de Vinromà, 1937 - Torreblanca, 2015), escriptor i historiador.
- Daniel Ansuátegui Ramo (Torreblanca, 1943), empresari i polític.
- Joan Barreda Bort (Torreblanca, 1983), pilot de motociclisme participant del Ral·li Dakar.
- Joan Crisòstom Ripollès (Torreblanca, 1678 - Tarragona, 1746), compositor.
- José Joaquín Fabregat (Torreblanca, 1748 - Mèxic, 1807), gravador calcogràfic.
- Josep Maria Pañella i Alcácer (Torreblanca, 1952), polític.
- Josep Segarra Fabregat (Torreblanca, 1894 - Barcelona, 1972), futbolista.
- León Bravo Escoi (Torreblanca, 1945 -), polític.
- Vicent Saura Vilallonga (Torreblanca, 1901 - Barcelona, 1971), futbolista.